# Odette Ahirindi Menkreo
Odette Ahirindi Menkreo (née le 5 novembre 1999) est une joueuse camerounaise de volley-ball évoluant au poste de libero. Elle est membre de l'équipe du Cameroun de volley-ball féminin.

## Carrière
Elle participe avec la sélection nationale au Grand Prix mondial de volley-ball de 2017 ainsi qu'au Championnat d'Afrique féminin de volley-ball 2019, remportant la médaille d'or.
Elle remporte la médaille d'argent des Jeux africains de 2019  puis l'or au Championnat d'Afrique féminin de volley-ball 2019 .